# Messatoporus lissonotus
Messatoporus lissonotus är en stekelart som först beskrevs av Cameron 1911.  Messatoporus lissonotus ingår i släktet Messatoporus och familjen brokparasitsteklar. Inga underarter finns listade i Catalogue of Life.